# Bonaires herrlandslag i fotboll
Bonaires herrlandslag i fotboll (nederländska: Bonairiaans voetbalelftal; papiamento: Selekshon Boneriano di futbòl) representerar ön Bonaire i Karibien vid landskamper i fotboll. Laget styrs av det nationella fotbollsförbundet Federashon Futbòl Boneriano och blev affiltrerad medlem i Concacaf 1996. Fullvärdig CONCACAF-medlem blev man den 10 juni 2014. Laget är ej medlem i Fifa, och får således ej kvalificera sig till världsmästerskapet i fotboll, eller övriga Fifa-tävlingar.

### Fotnoter
1. ↑  ”Men's Ranking”. Fifa. https://inside.fifa.com/fifa-world-ranking/men?dateId=id14415. Läst 2 juli 2024.
2. ↑  ”Bonaire” (på engelska). Caribbean Football Union. Arkiverad från originalet den 29 oktober 2013. https://web.archive.org/web/20131029193820/http://cfufootball.org/index.php/member-associations/our-members/9180-bonaire. Läst 27 december 2015.